# 김재로 영정
김재로 영정(金在魯 影幀)은 대한민국 인천광역시 연수구에 있던 조선시대 김재로의 영정이다. 1989년 12월 28일 인천광역시의 유형문화재 제10호로 지정되었다가, 타 시도 소재 사립미술관에 매각됨에 따라 2001년 4월 2일 문화재 지정이 해지되었다.

## 개요
조선 후기의 문신인 김재로(1682∼1759) 선생의 초상화 2점이다. 김재로는 숙종 36년(1710) 문과에 급제하여 관직에 나아갔으며 영조 16년(1740) 때부터 네 차례에 걸쳐 영의정을 지내었다.
그의 초상화는 현재 한국본과 중국본 2폭이 전하는데 51세 때의 모습을 그린 한국본은 당대의 탁월한 궁중화가로 이름을 떨쳤던 변상벽이 한종유와 함께 그린 것으로, 단순히 인물의 모습을 그린 것만이 아니라, 인물의 개성과 인격까지 담아낸 경지를 보인다. 또한 주인공의 얼굴이 약간 오른쪽을 바라보고 있어, 18세기 초상화의 특징을 잘 반영하고 있다.
주청사로 청나라에 갔을 때인 56세 때의 모습을 그린 것으로 추정되는 중국본은 청나라 궁중화가 시옥이 그린 것으로, 인물이 정면을 바라보는 있어 정면관을 중시하는 중국 초상화의 특징을 보여준다.

## 같이 보기
- 김재로

## 참고 자료
- 김재로영정 - 국가유산청 국가유산포털